# 阿图尔斯·普莱斯尼克斯
阿图尔斯·普莱斯尼克斯（1992年1月21日—），拉脱维亚男子举重运动员，2015年世界举重锦标赛男子105公斤级铜牌得主、2017年世界举重锦标赛男子105公斤级银牌得主、2020年夏季奥运会男子109公斤级铜牌得主。